# Ermelina Carreño
Ermelina Carreño Parra (Alcázar de San Juan, 1912 – 21 gennaio 1999) è stata una modella spagnola, eletta Miss Spagna nel 1931.

## Biografia
Rappresentante della regione Castilla-La Mancha (all'epoca Castilla La Nueva), Ermelina Carreño è stata eletta Miss Spagna il 27 gennaio 1931. Tempo dopo la Carreño vinse anche il titolo di Miss República.
Nel 2009 lo scrittore Enrique Sanchez Lubian ha intitolato il proprio libro Emelina, La belleza que alumbrò a la repùblica. Orígenes de los concursos de misses en España, 1929-1932.